# Salix luzhongensis
Salix luzhongensis är en videväxtart som beskrevs av Xing Wen Li och Y.Q. Zhu. Salix luzhongensis ingår i släktet viden, och familjen videväxter. Inga underarter finns listade i Catalogue of Life.